# هدف یک سگ
هدف یک سگ (انگلیسی: A Dog's Purpose) فیلمی در ژانر کمدی-درام به کارگردانی لاسه هالستروم است که در سال ۲۰۱۷ منتشر شد. از بازیگران آن می‌توان به بریت رابرتسون اشاره کرد.

## بازیگران
- جش گد
- دنیس کواید
- کی جی آپا
- جولیت رایلنس
- پگی لیپتون
- بریت رابرتسون[۵]
- جان اورتیز
- لوک کیربی
- گابریل راس
- لوگان میلر